# Tropaeolum orthoceras
Tropaeolum orthoceras är en krasseväxtart som beskrevs av Gardn. Tropaeolum orthoceras ingår i släktet krassar, och familjen krasseväxter. Inga underarter finns listade i Catalogue of Life.